# Eneko
Eneko is een Baskische voornaam (jongensnaam). De Spaanse versie van de naam luidt Iñigo. Het is van oorsprong een koosnaam, waarschijnlijk met de betekenis: "mijn kleintje". In de Baskische taal is -ko  een tedere verkleinwoorduitgang.

## Bekende naamdragers
- Eneko Bóveda, Spaans voetballer
- Eneko Fernández, Spaans voetballer
- Eneko Llanos, Spaans triatleet
- Eneko Arista, de eerste koning van het koninkrijk Navarra